# Automatisierungstechnik

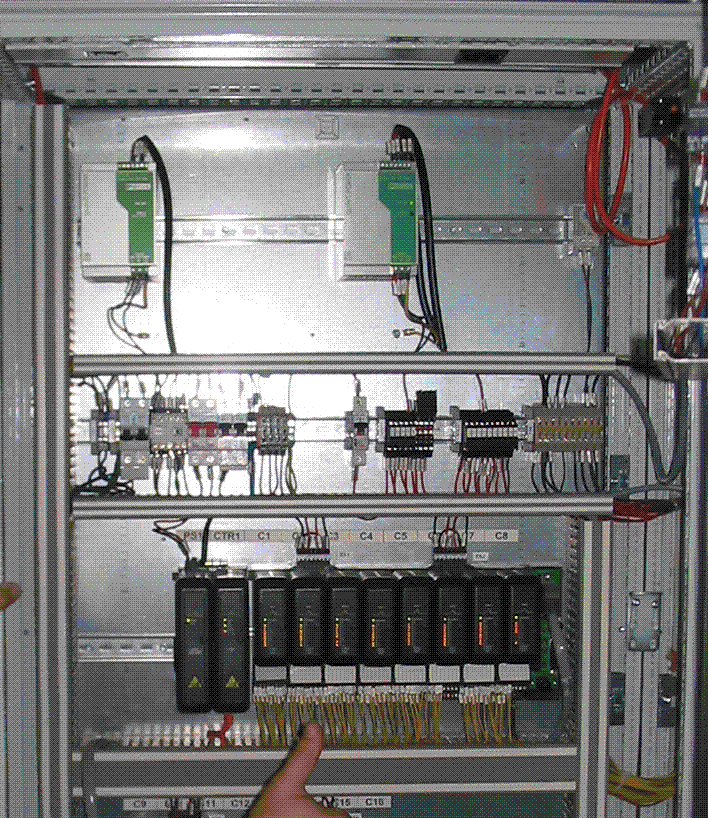
Schaltschrank mit typischen Komponenten der Automatisierungstechnik (hier: Prozessleitsystem in Einbusarchitektur der Emerson Electric Company „DeltaV“)

Automatisierungstechnik ist ein Teilgebiet des Anlagenbaus und der Ingenieurwissenschaften, das hauptsächlich den Maschinenbau und die Elektrotechnik betrifft. Sie wird eingesetzt, um technische Vorgänge in Maschinen, Anlagen oder technischen Systemen zu automatisieren.
Der Automatisierungsgrad ist umso höher, je unabhängiger komplexe Maschinen und Anlagen von menschlichen Eingriffen sind. Durch Fortschritte in der Signalerfassung und primär elektronischen Signalverarbeitung konnte der Automatisierungsgrad wesentlich gesteigert werden. Neben der Entlastung des Menschen von gefährlichen, anstrengenden oder Routine-Tätigkeiten sind Qualitätsverbesserungen, eine höhere Leistungsfähigkeit der Maschine oder Anlage, Senkung von Personalkosten die Motivation, Automatisierungstechniken einzusetzen. Menschliche Tätigkeiten werden vorwiegend auf Beseitigung von Störungen, Materialnachschub, Fertigteilabtransport, Wartung und ähnliche Arbeiten reduziert.

## Die Bedeutung der Automatisierungstechnik

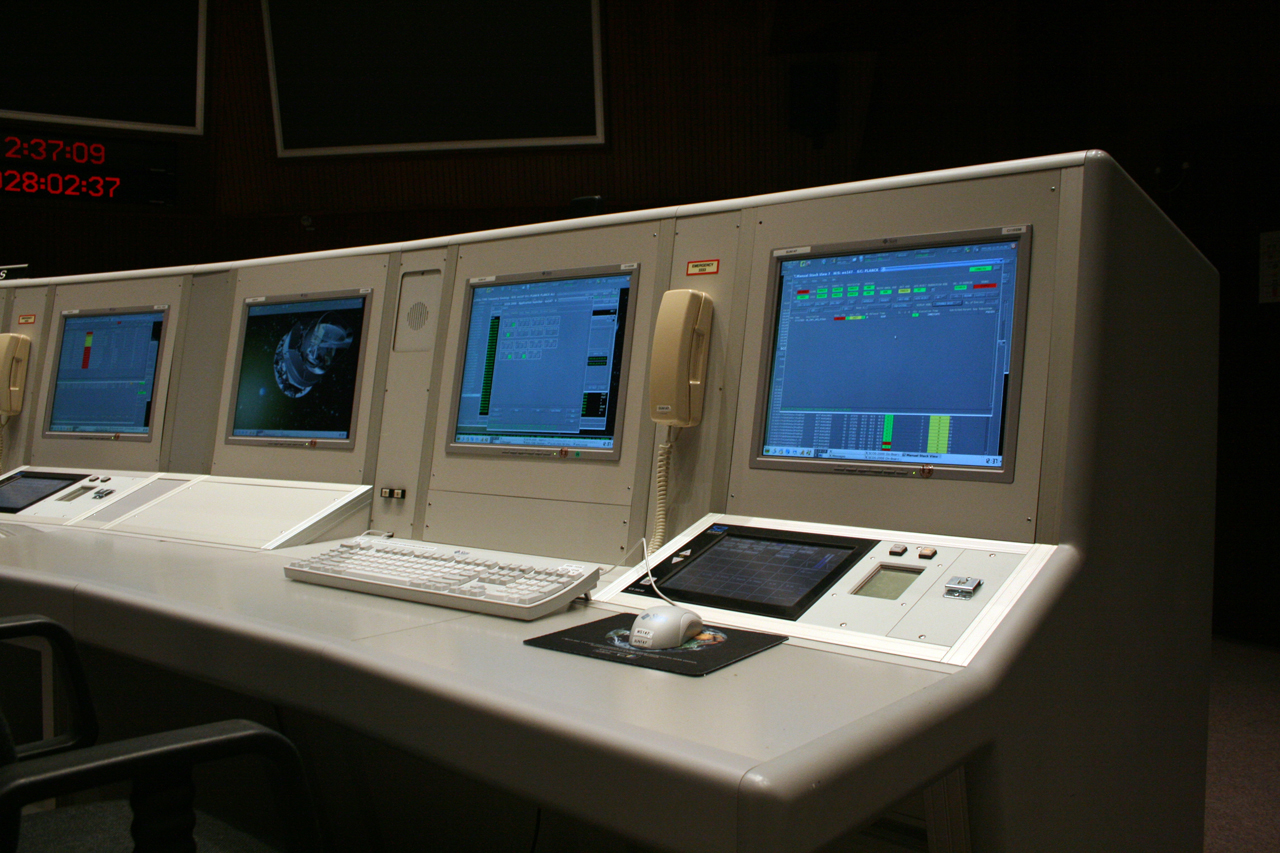
Leitwarten-Bedieneinheiten zur Steuerung automatisierter Prozesse (hier: ESA Kontrollpult)

Die Automatisierungstechnik ist eine eigenständige Fachdisziplin zur Anwendung in allen Bereichen der Technik.
- Messen

Fortlaufendes Messen ist Voraussetzung für automatisches Steuern. Für sehr viele physikalische Größen sind Messverfahren speziell für die Automatisierung entwickelt worden. Das hat zur Herstellung einer großen Vielfalt von Sensoren geführt. Beispiele: 1. Durchflussmessung unter Nutzung der Corioliskraft. Der Messwert selbst wird überwiegend als genormtes Einheitssignal zur Verfügung gestellt. 2. Kamera- oder Bildverarbeitungssysteme, auch als maschinelles Sehen bezeichnet.
- Steuern

Diese Aufgabe wurde mit einer Vielfalt von Aktoren weitgehend abstrahiert. So konnte statt einer Verbindungsorientierten Steuerung (VPS) eine flexible Speicherprogrammierbare Steuerung (SPS) entwickelt werden.
- Regeln

Alle Wirkzusammenhänge in einem Regelkreis sind unabhängig vom Anwendungsfall formuliert worden. Eine Fülle von Strategien und Lösungen zum Stellen der Aktoren aufgrund der Messdaten der Sensoren steht für den konkreten Einsatzfall zur Verfügung.
- Kommunikation

Je höher der Automatisierungsgrad, desto mehr Sensoren und Aktoren werden eingesetzt. Für die Vernetzung werden Feldbussysteme, wie z. B. PROFIBUS, Interbus, AS-Interface (früher: ASI), Echtzeit-Ethernet-Systeme wie PROFINET oder EtherCAT und drahtlose Übertragungssysteme, eingesetzt. Die maschinennahe Vernetzung ist in den meisten Fällen Teil einer geschlossenen Wirkungskette und muss daher entsprechende Echtzeitanforderungen erfüllen.
- Mensch-Maschine-Schnittstelle

Die Rolle des Bedieners einer Maschine oder Anlage wird analysiert. Der Bediener muss ausreichend, rechtzeitig und fehlerfrei über die aktuellen Betriebsverhältnisse informiert werden, damit er rechtzeitig die richtigen Entscheidungen treffen kann. Die Befehlsgeber müssen gut erreichbar und die Optionen intuitiv zu verstehen sein. Befehle unterliegen einer Plausibilitätskontrolle.
- Sicherheit

Die Einhaltung von Vorschriften ist Voraussetzung für die Erstellung von Maschinen und Anlagen. Die Disziplin Automatisierungstechnik ist maßgeblich an der Formulierung dieser Vorschriften beteiligt. Beispiel: Explosionsschutz.
- Implementierung

Die Automatisierungsfachleute arbeiten hier mit den Maschinenkonstrukteuren oder den Verfahrenstechnikern zusammen. Hierfür gibt es bewährte Methoden. Beispiel: Rohrleitungs- und Instrumentenschema als Basisdokument.
Ein herausragendes Ergebnisbeispiel ist das Fly-by-wire-Konzept bei Flugzeugen.

## Grenzen der Automatisierungstechnik

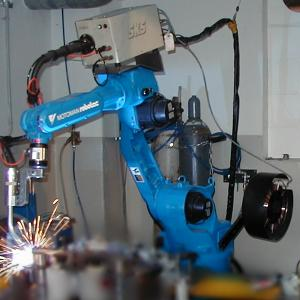
Industrieroboter

Ursprünglich lag die Anwendung der Automatisierungstechnik in Energietechnik und in der Chemietechnik sowie der Großserienproduktion. Durch den Einsatz flexiblerer Anlagen ist es heutzutage jedoch möglich, auch die Produktion von Kleinserien bis hinunter zu Einzelstücken zumindest teilweise zu automatisieren.
Die Grenze für den Einsatz der Automatisierung ergibt sich heutzutage meist aus der Wirtschaftlichkeit:
Komplexe Bewegungsabläufe zu automatisieren ist in den meisten Fällen prinzipiell möglich, kann aber kostspielig sein, wenn dazu der Einsatz aufwändiger Roboter (und deren Programmierung) erforderlich wird. In vielen Fällen ist es – auch beim Lohnniveau westlicher Industriestaaten – billiger, menschliche Arbeitskräfte einzusetzen.
Dies gilt vor allem für den Zusammenbau von Produkten (Endfertigung). Zwar lässt sich durch entsprechendes Design die Eignung eines Produkts für die automatisierte Fertigung verbessern, dies ist aber nicht immer gewünscht oder wirtschaftlich sinnvoll.
Eine weitere Grenze der Automatisierungstechnik liegt dort, wo kreative Entscheidungen oder flexibles Problemlösen gefragt sind – diese Aufgaben kann ein Automatisierungssystem nur selten zufriedenstellend lösen.

## Methoden der Automatisierungstechnik
Entwurf, Implementierung und Inbetriebnahme von Automatisierungsfunktionen sind stark methodenorientiert. Methoden und Lösungen sind das Ergebnis einer verallgemeinerten (abstrahierenden) Modellbetrachtung realer physikalischer Systeme. Die Methoden der Automatisierungstechnik sind zum Teil auf bestimmte Prozesse zugeschnitten.

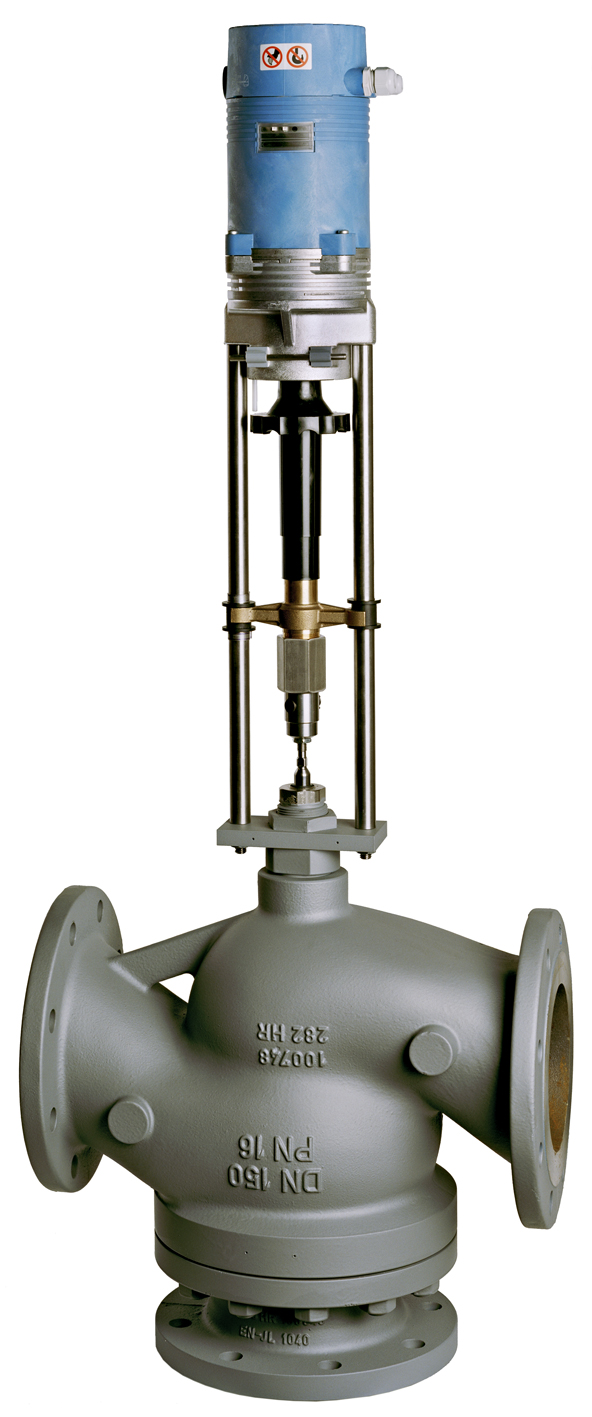
Stellventil als Aktor in automatisierten verfahrenstechnischen Anlagen

Die meisten der entwickelten allgemeinen Methoden der modernen Prozessautomatisierung verwenden theoretisch oder experimentell ermittelte Modelle der Prozesse in analytischer Form. Auf der Grundlage dieser Modelle können dann wissensbasierte Methoden zum Entwurf und zur Inbetriebnahme der verschiedenen Automatisierungsfunktionen entwickelt werden. Hierzu gehören Methoden wie
- Identifikation und Parameterschätzung
- adaptive Regelung
- Überwachung und Fehlerdiagnose
- Fuzzy-Logik
- evolutionäre Algorithmen
- Künstliche neuronale Netze

Mit wissensbasierten Ansätzen entstehen dann zum Beispiel Automatisierungssysteme, die modellgestützte Regelungen und Steuerungen (selbsteinstellend oder kontinuierlich adaptiv) und eine Überwachung mit Fehlerdiagnose enthalten. In Abhängigkeit von der jeweiligen Information können sie Entscheidungen treffen.
Die prozessorientierten Methoden dienen der Entwicklung von Prozessen und mechatronischen Systemen. Hierzu zählen zum Beispiel die rechnergestützte Modellbildung, Simulation und digitale Regelung von Robotern, Werkzeugmaschinen, Verbrennungsmotoren, Kraftfahrzeugen, hydraulischen und pneumatischen Antrieben und Aktoren, für die auch Methoden zur Fehlerdiagnose entwickelt und praktisch erprobt werden. Die Automatisierungslösung sollte dabei an die vorhandene Infrastruktur und die etablierten Prozesse angepasst sein. Von besonderer Bedeutung sind dabei auch die Entwicklung und praktische Erprobung von Methoden der Computational Intelligence, also ein Zusammenwirken von Fuzzy-Logik, künstlichen neuronalen Netzen und evolutionären Optimierungsalgorithmen.

## Wichtige Teilgebiete bzw. Grundlagen der Automatisierungstechnik
- Systemtheorie
- Technische Kybernetik
- Steuerungstechnik
- Regelungstechnik
- Messtechnik und Sensorik
- Antriebstechnik
- Speicherprogrammierbare Steuerung
- Bildverarbeitung
- Robotik

## Wirtschaftliche und gesellschaftliche Bedeutung
Automatisierung und Rationalisierung gehen Hand in Hand. In der Produktion fällt weniger manuelle Arbeit an, die Produktivität wird bei sinkenden Lohnkosten gesteigert. Automatisierung ist volkswirtschaftlich eine wesentliche Ursache dafür, dass sinkendes Arbeitsaufkommen infolge steigender Produktivität durch Wirtschaftswachstum kompensiert wird, sofern die Gesamtmenge an Arbeit in einer Volkswirtschaft konstant bleibt.
Die Automatisierung schafft aber auch Arbeitsplätze. Es werden neue Maschinen und Anlagen mit höherem Automatisierungsgrad hergestellt. Diese haben in der Regel einen größeren Markt.
Bestehende Anlagen und Maschinen haben kurze Produktionslaufzeiten, weil sich ständig Verbesserungen ergeben.
Die Erfolge und die Bedeutung der Schlüsselindustrien sind ohne die ständigen Verbesserungen in der Automatisierung nicht denkbar.
Automaten verringern die Gefahren beim Betrieb von Anlagen und auch den Anteil an monotonen Arbeiten für den Menschen.
Die Automatisierung ist nicht auf industrielle Anwendungen beschränkt. Beispiele im Dienstleistungsbereich sind der automatische Zahlungsverkehr bei Banken oder die automatisch erstellte Stromrechnung. Ebenso werden viele Tätigkeiten im Haushalt (z. B. Waschen von Kleidung mit Hilfe einer Waschmaschine) oder im Alltag (gezielte Regelung des Bremsdrucks eines Autos mit Hilfe eines Antiblockiersystems (ABS) bzw. ESP) durch Automatisierung erleichtert oder überhaupt erst ermöglicht.

## Geschichte
Die Automatisierungstechnik hat viele Wurzeln, die in Zeiten zurückreichen, als der Begriff selbst noch nicht etabliert war.
1785 erfand Edmond Cartwright den vollmechanisierten Webstuhl. Schon vorher wurden gelochte Holzbrettchen oder hölzerne Lochkarten für die Erzeugung gemusterter Stoffe eingesetzt. Die automatisierten Webstühle vernichteten viele Arbeitsplätze und verringerte Löhne führten zu den Weberaufständen.
1788 – James Watt hat die Dampfmaschine nicht erfunden, aber wesentlich weiterentwickelt. Herausragend war 1788 der Einsatz eines mechanischen Fliehkraftreglers, der Einfluss auf die Dampfzufuhr hatte und so die Drehzahl zufriedenstellend konstant halten konnte. Das war nach heutiger Terminologie ein Proportionalregler ohne Hilfsenergie mit negativer Rückkopplung. Fliehkraftregler wurden zuvor schon bei Mühlen eingesetzt. Ferner fügte er dem Dampfkessel erstmals ein Sicherheitsventil zu. In Zusammenhang mit der Dampfmaschine wird vom Beginn der industriellen Revolution gesprochen.
1796 wird Antonie Favre aus Genf die Erfindung der Walzenspieldose zugeschrieben. Das Spielwerk basierte auf Zungenkamm und Stachelrad. In der Folge gab es eine Vielzahl von „automatischen“ Musikinstrumenten. Der Nockenschalter wurde häufig für Maschinensteuerungen eingesetzt.
1833 baute Samuel Morse den ersten brauchbaren elektromagnetischen Schreibtelegrafen. Die Zeichen waren codiert und wurden seriell übertragen. Dies führte zum Fernschreiber und zu genormten seriellen Schnittstellen. Diese waren dann Grundlage für die heutigen Bussysteme.
1939 gründet Hermann Schmidt in Berlin den Fachausschuss für Regelungstechnik im VDI. Er legt dem VDI eine Denkschrift zur Gründung eines Instituts für Regelungstechnik vor. Der von ihm geprägte Begriff Allgemeine Regelungskunde bezieht technische und biologische Systeme ein, stimmt inhaltlich also mit dem Kybernetik-Begriff nach Norbert Wiener überein.
1941 stellt Konrad Zuse seinen Rechner Z3 vor. Dieser arbeitete mit binären Gleitkommazahlen. Nach heutigem Sprachgebrauch war das ein Computer. Es begann das Zeitalter der digitalen Revolution.
1944 erhält Hermann Schmidt den Ruf als ordentlicher Professor auf den ersten Lehrstuhl für Regelungstechnik in Deutschland an der Fakultät Maschinenwesen der Technischen Hochschule Berlin-Charlottenburg, den er bis zu seiner Emeritierung 1960 innehatte.
1947 prägt Norbert Wiener den Begriff der Kybernetik. Unter anderem wird hier der Rückkoppelungsmechanismus auf biologische und technische Systeme untersucht. Ein weiterer Begriff ist Kommunikationstheorie.
1948 prägt William B. Shockley den Begriff Transistor für die bereits entwickelten Halbleiterbauelemente. 1970/71 folgte dann der Mikroprozessor. Es begann eine stürmische Entwicklung der Computertechnik, die die Möglichkeiten der Automatisierungstechnik extrem beeinflusste.
1953 unterbreitet John W. Backus von IBM seinen Vorschlag für die höhere Programmiersprache Fortran (formula translator).
1954 entwickelt Erwin Gigas in Frankfurt einen motorisierten Theodolit mit automatischer fotografischer Registrierung.
1969 stellt Richard Morley seinen solid-state sequential logic solver (Halbleiter-basierende sequentielle Verriegelungslösung) vor. Das war die Geburt der speicherprogrammierbaren Steuerung (SPS).
1970 Gründung des Universal Product Coding (UPC) und Einführung des Strichcodes in den USA. 1977 Einführung des europäischen EAN-Codes (European Article Number). Der Barcode wird mit optoelektronischen Leseköpfen (Scannern) gelesen. Diese Identifizierungsmethoden waren Grundlage für automatische Warensteuerungen (Logistik). Die Barcodetechnik wird vielfach zunehmend durch RFID-Techniken ergänzt.
1977 die Firma IC Eckhardt hat mit dem pneumatischen Kreuzbalgregler weltweiten Erfolg. Heute sind pneumatische Regler fast völlig vom Markt verschwunden, weil die Verwendung von eigensicheren Signalleitungen diese Technik verdrängt hat.
1995 ist das erste satellitengestützte Ortungssystem (GPS) in Betrieb. Neben der Entwicklung von Navigationssystemen führte dies unter anderem zur automatischen Lenkung von Landmaschinen.

## Bedeutende Persönlichkeiten
- Henry Ford: Bildete mit der Entwicklung der Fließbandfertigung die Grundlage der Industrieautomatisierung
- Odo J. Struger: Maßgeblich an der Entwicklung der SPS beteiligt